# 登革热 (乐队)

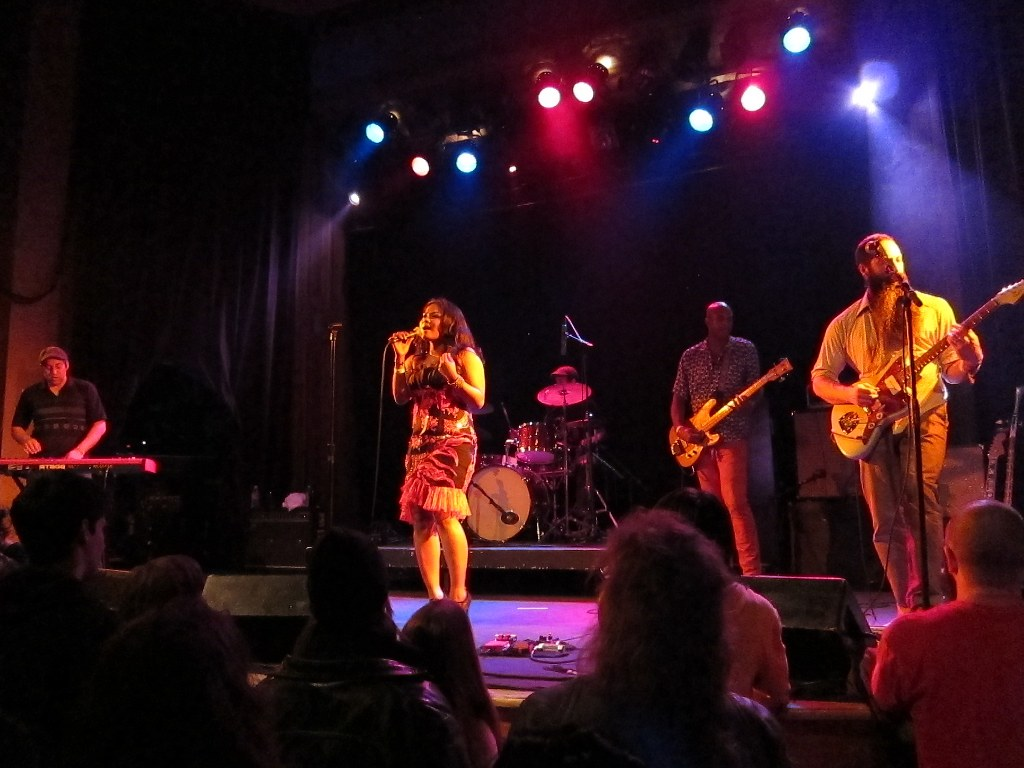
登革熱樂隊

登革热（Dengue Fever）是一支来自洛杉矶的美国乐队，其乐曲结合了1960和1970年代的柬埔寨流行乐、迷幻音乐以及其他世界音乐的风格。他们的最新专辑《Ting Mong》发行于2023年9月。

## 历史
1990年代末，键盘手伊森·霍尔茨曼（Ethan Holtzman）在柬埔寨旅游时发现了柬埔寨摇滚乐。巧合的是，他的兄弟、吉他手扎克·霍尔茨曼（当时是乐队Dieselhed成员）在一家唱片店工作时也发现了同一类音乐。2001年，兄弟二人组建了登革热乐队，演奏那些在紅色高棉统治时期遇难或消失的柬埔寨音乐人（如辛·西萨姆、罗·斯雷索贴、宾兰等）留下的歌曲。乐队最先找来的新成员有贝斯手塞农·威廉姆斯（Senon Williams，他在2009年之前也是乐队Radar Bros.的成员）、萨克斯管乐手/长笛手大卫·拉利克（David Ralicke）以及鼓手保罗·史密斯（Paul Smith）。后来，该乐队因为想要演唱柬埔寨歌曲而决定再寻找一位能演唱高棉语歌词的声乐家，于是在洛杉矶郡長灘的小金边区域展开试听。最终，他们选中了女歌手乔姆·尼莫尔，她在移民美国之前就已是柬埔寨国内的著名歌手了。
他们的首张专辑为乐队同名专辑，发行于2003年。专辑中收录的基本都是霍尔茨曼兄弟发现的1960-70年代的柬埔寨摇滚乐，另外还有两首同样风格的原创歌曲。所有歌曲的高棉语歌词都由Nimol演唱。该乐队后来发行的专辑基本上收录的都是原创歌曲，霍尔茨曼兄弟先用英文编写歌词，之后再译成高棉语；Nimol依然经常用高棉语演唱，但偶尔也会用英语唱歌。